# Chapelle des Récollets d'Apt
La chapelle des récollets est un bâtiment religieux datant du XVIIe siècle, située à Apt, dans le Vaucluse.

## Histoire
Cette chapelle est édifiée au XVIIe siècle, de 1651 à 1664. Elle a été saisi comme bien national durant la Révolution française. Elle est rachetée par la commune en 1990.
Elle est inscrite au titre des monuments historiques depuis le 17 septembre 2015.

## À voir aussi